# Bohunice, Ilava
Bohunice este o comună slovacă, aflată în districtul Ilava din regiunea Trenčín. Localitatea se află la altitudinea de 241 m deasupra n.m., se întinde pe o suprafață de 7,04 km2 și în 2017 număra 773 de locuitori.

## Istoric
Localitatea Bohunice este atestată documentar din 1229.

## Demografie
| An:                | 1994 | 2004 | 2014   | 2024   |
| ------------------ | ---- | ---- | ------ | ------ |
| Număr de persoane: | 0    | 753  | 759    | 785    |
| Diferență:         |      | –    | +0,79% | +3,42% |

| An:                | 2023 | 2024   |
| ------------------ | ---- | ------ |
| Număr de persoane: | 792  | 785    |
| Diferență:         |      | −0,88% |